# سليم تلاتلي
سليم تلاتلي ولد في 6 أبريل 1951، هو سياسي تونسي.

## السيرة الذاتية

### الدراسات
درس سليم تلاتلي في كلية العلوم بتونس أين تحصل على ليسانس في الرياضيات، ثم تحصل على إجازة في الرياضيات من جامعة غرينوبل 2، وأخيرا ماجستير في نفس المجال من معهد إدارة الأعمال في غرونوبل.

### المسار المهني
في 1976، أصبح مساعدا في البحث الكمي في المعهد العالي للتصرف بتونس، ثم مستشارا لدى منظمة الأمم المتحدة للتنمية الصناعية والوكالة الأمريكية للتنمية الدولية وحكومات الجزائر والأردن ومصر. 

أصبح مدير مكتب التأهيل بوزارة الصناعة في 1995، ثم في أكتوبر 2002، أصبح المدير التنفيذي للبرنامج الأوروبي للتحديث الصناعي في مصر.

### المسار السياسي
بين 1997 و2000، ترأس سليم تلاتلي اللجنة الاقتصادية في المجلس الاقتصادي والاجتماعي. 

بدأ مساره الحكومة في 17 أغسطس 2005 أين عين كاتب دولة لدى وزير السياحة مكلفا بالتأهيل السياحي في حكومة محمد الغنوشي الأولى. بقي في هذه المهمة حتى 29 أغسطس 2008، أين عين وزيرا للتشغيل والإدماج المهني للشباب في نفس الحكومة، وبقي على رأس الوزارة حتى 14 يناير 2010 أين أصبح وزيرا للسياحة في حكومة الغنوشي. غادر منصبه في 17 يناير 2011 أيام بعد الثورة التونسية.

## التتبعات القضائية
بعد الثورة، صدرت في حقه بطاقة منع من مغادرة البلاد التونسية، ومنع في أغسطس 2011 من السفر نحو إسطنبول.

## الحياة الخاصة
سليم تلاتلي متزوج وأب لطفلين.

## الأوسمة
- الصنف الثالث من وسام الجمهورية (تونس)